# Pico de la Cruz
Pico de la Cruz är ett berg i Spanien.   Det ligger i provinsen Provincia de Albacete och regionen Kastilien-La Mancha, i den sydöstra delen av landet, 290 km sydost om huvudstaden Madrid. Toppen på Pico de la Cruz är 795 meter över havet, eller 231 meter över den omgivande terrängen. Bredden vid basen är 10,1 km.
Terrängen runt Pico de la Cruz är huvudsakligen lite kuperad.Runt Pico de la Cruz är det ganska glesbefolkat, med 34 invånare per kvadratkilometer. Närmaste större samhälle är Hellín, 13,4 km norr om Pico de la Cruz. Omgivningarna runt Pico de la Cruz är i huvudsak ett öppet busklandskap.